# ميانتشقا (مقاطعة إسلام آباد غرب)
ميانتشقا (بالفارسية: میان‌چقا) هي قرية تقع في كرمانشاه في إيران. يقدر عدد سكانها بـ 92 نسمة .